# Sommacampagna
Sommacampagna is een gemeente in de Italiaanse provincie Verona (regio Veneto) en telt 13.799 inwoners (31-12-2004). De oppervlakte bedraagt 40,9 km², de bevolkingsdichtheid is 337 inwoners per km².
De volgende frazioni maken deel uit van de gemeente: Caselle, Custoza.

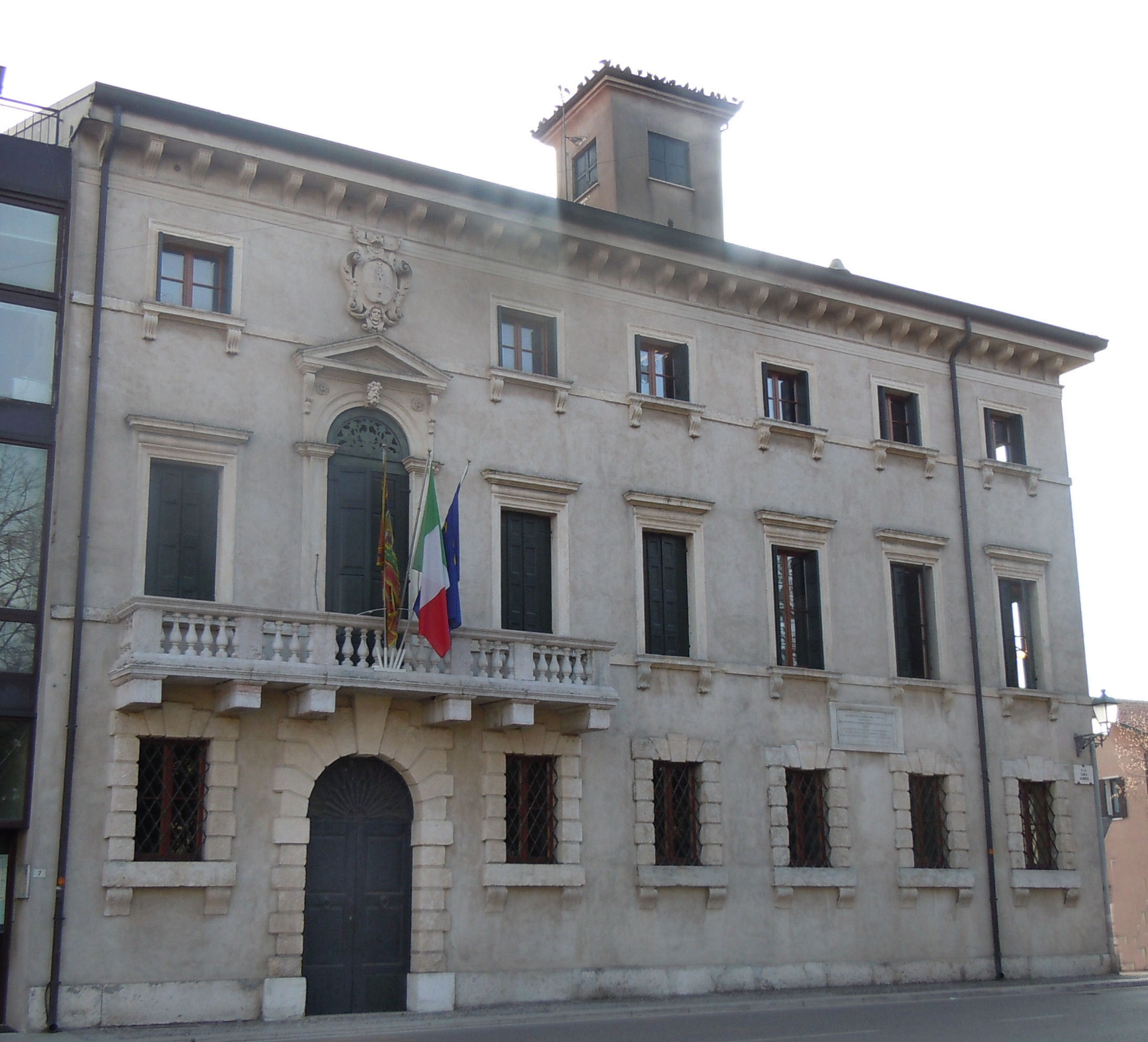
Gemeentehuis
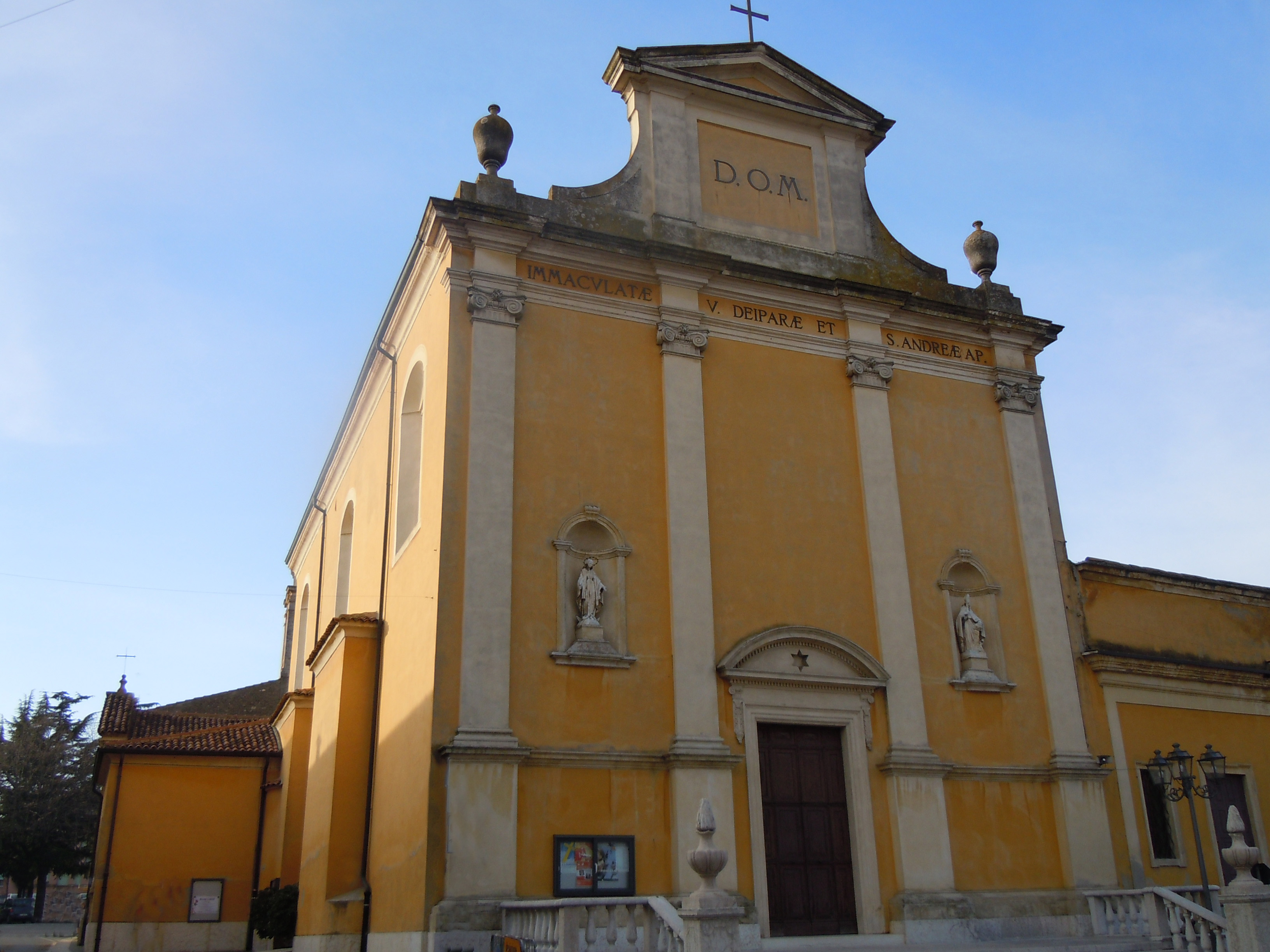
Kerk van St. Andreas

## Demografie
Sommacampagna telt ongeveer 5111 huishoudens. Het aantal inwoners steeg in de periode 1991-2001 met 19,4% volgens cijfers uit de tienjaarlijkse volkstellingen van ISTAT.
| Jaar | Inwoneraantal |
| ---- | ------------- |
| 1991 | 10.888        |
| 2001 | 13.001        |

## Geografie
De gemeente ligt op ongeveer 121 m boven zeeniveau.
Sommacampagna grenst aan de volgende gemeenten: Sona, Valeggio sul Mincio, Verona, Villafranca di Verona.

## Partnersteden
- Hall, Oostenrijk